# Le sceptre d'Ottokar
Le Sceptre d'Ottokar (Brasil: O Cetro de Ottokar / Portugal: O Ceptro de Ottokar) é um álbum de história em quadrinhos da série As Aventuras de Tintim, produzida pelo belga Hergé.  é o oitavo álbum da série de banda desenhada franco-belga As Aventuras de Tintim, produzida pelo belga Hergé. Encomendado pelo jornal belga Le Vingtième Siècle para o seu suplemento juvenil Le Petit Vingtième, foi editado semanalmente entre 4 de agosto de 1938 a 10 de agosto de 1939 e republicado no formato álbum pela Casterman em 1939. A história mostra o jovem jornalista belga Tintim e o seu cão Milu que viajam para a fictícia nação balcânica de Sildávia, onde combatem um complô para derrubar a monarquia do rei Muskar XII. Hergé pretendia a história como uma crítica satírica das políticas expansionistas da Alemanha nazista, em particular a anexação da Áustria em março de 1938 (o Anschluss).

## A história

### Enredo
Tintim chega em um pequeno país do leste europeu chamado Sildávia, acompanhando um velho professor. Descobre que a Bordúria quer apoderar-se do controle do reino, roubando o Ceptro de Otokar, o ceptro é venerado pelo povo e o rei deve usá-lo no desfile de São Vladimir, festa nacional de Sildávia, caso contrário perderá o direito ao trono. Tintim descobre isto e tenta avisar o rei, mas é impedido de entrar no residência do rei, o palácio de Kropow, que está fortemente protegido por tropas reais. Apesar disso, o espião de Bordúria, Mustler, consegue roubar o ceptro e tenta fugir do reino. Tintim consegue recuperar o ceptro e retorna ao palácio, mesmo antes do começo do desfile. Assim a Sildávia mantém sua independência.

## Adaptações
Le Sceptre d'Ottokar é uma das aventuras de Tintim que foram adaptadas para a primeira série animada de Tintim, Les aventures de Tintin, d'après Hergé pelo estúdio belga Belvision em 1957, dirigido por Ray Goossens e escrito por Michel Greg, ele mesmo um cartunista conhecido que em anos posteriores se tornaria editor-chefe da revista Tintim.